# خوسيه أنطونيو مورا
خوسيه أنطونيو مورا (بالإسبانية: José Antonio Mora)‏ هو دبلوماسي ومحامي وسياسي أوروغواني، ولد في 22 نوفمبر 1897 بمونتفيدو في الأوروغواي، وتوفي بنفس المكان في 26 يناير 1975. انتخب وزير الشؤون الخارجية.

## روابط خارجية
- خوسيه أنطونيو مورا على موقع مونزينجر (الألمانية)